# 曾光爔
曾光爔（1867年7月16日—1934年3月24日，同治六年六月十五日-民國二十三年3月24日），字禮藩，原名光魯。四川省邛州直隸州外北九龍鄉(今南君平鄉江山村)人，其祖籍乃廣東嘉應直隸州長樂縣人氏，清初遷入四川簡州文廟溝，後遷至邛州。清光緒二十九年癸卯科進士，曾任法部主事、湖南省安福縣（今臨澧縣）知縣。

## 生平[2][3]
- 自幼受家學熏陶，其父紹薪，長兄光藻，系清同治和光緒間庠生。曾光爔16歲入庠補廩，以優廩生選入成都「尊經書院」深造。
- 光緒二十八年(1902年)，應鄉試中式第27名舉人，次年晉京會試，中式第102名貢士，覆試二等第四名，殿試二甲末名，賜進士出身，朝考二等，授刑部主事。任內，告假還鄉祭祖，適丁父憂居喪三年，留邛主持「鶴山書院」。
- 光緒三十年正月，充邛州高等小學堂總理[4]。
- 光緒三十一年，改充邛州高等小學堂校長。
- 光緒三十三年六月，復以高等小學堂校長兼中學堂監督。邛州教育會副會長[5]。
- 光緒三十四年，以辦理學務三年有餘，應送京考驗，比照進士館學員中等畢業獎勵。
- 仍任法部主事，不久外放湖南，查處洞庭湖水利糾紛。後任安福縣（今臨澧縣）知縣。
- 辛亥後任武岡州知州，不久舉家返鄉。
- 民國二年（1913年），鹽源彝人騷亂，受命任該縣知事。到任後他注重教化，力戒枉殺；廉潔愛民，卓有政聲。卸任時，彝漢百姓簇擁道旁為之送行，並贈「去令人思」緞匾以褒德政。[6]
- 民國六年（1917年），母逝，扶柩留金龜山祖廟，結廬守孝，並借就近古剎設館授徒。三年孝滿回城，執教於「邛州聯中」。
- 民國十六年（1927年），去南充，任二十八軍羅澤洲(原鶴山書院學生)師部高等顧問兼秘書長，代羅處理日常政務兼授當地高中國文。後辭職回鄉。返邛後在縣中和蜀才職中教書。
- 曾光爔自幼酷愛書法，其書體融匯各家之長獨具一格，趙派、柳氣、顏骨兼而有之，求書者常不絕於門。舉凡修廟、建橋，多請揮毫，有求必應，且從不納酬。現存遺墨有「文君井」和高何鄉「石橋碑記」。一生淡泊名利，志在育人。其自撰門聯；「富貴等煙雲，蔗尾早經嘗宦位；詩書延世澤，硯田依舊守儒風。」，彌留之際告誡兒孫的遺訓是：「世代硯耕，唯勤自立；勿罪於人，自益後人。」